# Opius imperator
Opius imperator är en stekelart som beskrevs av Fischer 1969. Opius imperator ingår i släktet Opius och familjen bracksteklar. Inga underarter finns listade i Catalogue of Life.